# Peters NSW Open Tournament of Champions 1994
Das Peters NSW Open Tournament of Champions 1994 waren ein Tennisturnier der WTA Tour 1994 für Damen sowie ein Tennisturnier der ATP Tour 1994 für Herren, welche zeitgleich vom 10. bis zum 16. Januar 1994 in Sydney stattfanden.